# 4203 Brucato
4203 Brucato este un asteroid din centura principală, descoperit pe 26 martie 1985, de Carolyn Shoemaker.